# Sherman W. Tribbitt
Sherman Willard Tribbitt  (9 de novembro de 1922 - 14 de agosto de 2010) foi um político norte-americano que foi governador do estado do Delaware, no período de 1973 a 1977, pelo Partido Democrata.